# Hedvig Nordvall
Hedvig Nordvall, född 1912 på Gotland, död 1992 i Göteborg, var en tidig kvinnlig flygare och sedermera föreståndare för Lundby ungdomsgård på Hisingen, en av Sveriges första ungdomsgårdar.
År 1930 började Nordwall på greve Douglas Hamiltons flygskola vid Hammars backar, öster om Ystad. Där arbetade hon som mekaniker, teorilärare och administratör. Hon tog sitt flygcertifikat 1935, samma år som hon blev funktionär för Malmö flygklubb vid Bulltofta varpå hon började arbeta för flygbolaget ABA. Men hennes flygcertifikat drogs dock in redan 1937 på grund av att hennes försämrade syn. Efter detta blev hon förman på SAAB i Trollhättan och 1945 föreståndare för Lundby ungdomsgård i Göteborg, där hon var verksam till början av 1960-talet.
År 2012 publicerades hennes biografi Drömmar om lufthavet: Berättelsen om en kvinnlig flygare på trettiotalet, skriven av Gösta Arvastson, baserad på hennes dagböcker.